# 奥克塔
奥克塔（Octar）匈人君主。
根据同时代的文献记载，奥克塔与其弟鲁吉拉统治匈人，死后，鲁吉拉成为匈人的唯一领袖。

## 脚注
| 前任： 查拉通 | 匈人君主 419年~約420年 | 繼任： 鲁吉拉 |